# Pet Shop Boys
Pet Shop Boys (с англ. — «Парни из зоомагазина») — британский синтипоп- и хаус-дуэт, образованный в 1981 году в Лондоне. Pet Shop Boys является одним из самых коммерчески успешных и плодотворных коллективов Великобритании, записывающих танцевальную музыку: за последние тридцать лет ими выпущено более сорока синглов (из них 20 попадали в верхнюю десятку британского хит-парада), 15 студийных альбомов (все они попали в топ-10 британского чарта, заняв с первого по девятое места), а также множество совместных записей с другими исполнителями.

## История

### 1981—1985
Нил Теннант (род. 10 июля 1954 года) и Крис Лоу (род. 4 октября 1959 года) впервые случайно встретились 19 августа 1981 года в лондонском музыкальном магазине, куда Теннант зашёл узнать, как подключить купленный им синтезатор к домашней стереосистеме. Лоу пообещал помочь с синтезатором и взял телефонный номер Теннанта. Через три недели они встретились и, обнаружив схожие устремления и общую любовь к танцевальной музыке, решили объединить свои усилия. Лоу в то время работал в архитектурной фирме, а Теннант, успевший перебрать за десять лет множество профессий, работал музыкальным журналистом. Первые несколько лет были отданы написанию музыки. Одна из первых законченных композиций была «Jealousy», которую дуэт официально записал лишь в 1990 году. С самого начала они определили, что будут играть электронную музыку, опирающуюся на итало-диско и электро (при этом драматический мелодизм песен Pet Shop Boys также восходит к стилистике «новой волны» и традиционной эстрады). Технологически влияние на музыкантов особенно оказали Джорджио Мородер, Kraftwerk, Бобби Орландо, New Order и нью-йоркская клубная музыка, которая напрямую дала идею названия группы (именно схожим образом назывались тогдашние коллективы хип-хопа), хотя изначально коллектив назывался West End, в честь элитного района Лондона Вест-Энд
.
Поворотным в судьбе группы стал 1983 год, когда Теннант, бывший тогда редактором музыкального журнала «Smash Hits», поехал в качестве корреспондента освещать гастроли «The Police» в Нью-Йорке. Эту поездку он использовал для встречи с продюсером Бобби Орландо, который согласился записать молодую группу. В 1984—85 годах вышли первые синглы Pet Shop Boys, записанные с Орландо в Нью-Йорке — «West End Girls», «One More Chance» и «Opportunities», однако особого успеха они не имели. Тогда музыканты разорвали контракт с Орландо и вместо него пригласили Стивена Хейга. С ним летом 1985 года они перезаписали «West End Girls», который вышел на Parlophone Records (лейбле EMI Records).

### 1985—1989
Их выбор подтвердился неожиданным успехом сингла, вышедшего в ноябре того же года: «West End Girls» занял первое место не только в Великобритании и США, но также и в других странах (в 1987 году группа получила ряд наград за эту песню). Следом вышли «Love Comes Quickly», заново записанная «Opportunities» и «Suburbia», тоже занявшие высокие места в британском хит-параде. В 1986 году выходят дебютный альбом Please, попавший в верхнюю десятку альбомного чарта в Великобритании и США, и частично продублировавший его сборник ремиксов «Disco». Pet Shop Boys в своём творчестве культивировали ремиксы, которые они делали сами или отдавали диджеям.
В 1987 году выходит второй студийный альбом Actually, включавший такие хиты группы, как «It's a Sin», «Rent», «Heart» (который изначально предназначался для Мадонны) и дуэт с популярной в 1960-х годах певицей Дасти Спрингфилд «What Have I Done to Deserve This?». Их следующая пластинка — Introspective (1988) — была сделана в стиле альбома ремиксов, хотя все песни были новыми (за исключением «Always on My Mind», дебютировавшей в августе 1987 года на передаче MTV, посвящённой 10-летию со дня смерти Элвиса Пресли, и вышедшей синглом в конце того года и «I Want a Dog»). Этот период характеризуется театрально-костюмными видеоклипами, апофеозом которых стало участие в съёмках художественного фильма «It Couldn’t Happen Here».
29 июня 1989 года группа отправилась в своё первое турне. К настоящим концертным выступлениям группа готовилась долго и тщательно, пригласив к сотрудничеству Дерека Джармена. В результате чего их выступления, бывшие до этого статичными выходами под фонограмму, превратились в театрализованные шоу с декорациями, переодеваниями, танцорами и пр. (до этого в биографии группы насчитывалось всего лишь несколько публичных выступлений). Концерты прошли в Гонконге, Японии и Великобритании.
Всего в период с 1987 по 1989 годы было выпущено семь синглов, три из которых достигли первого места в Великобритании и в других странах Европы; в 1996 году в своём интервью Теннант назвал это время «Империей Pet Shop Boys».

### 1990—2001
В какой-то момент «Pet Shop Boys» показалось, что дни их успеха сочтены (песни перестали занимать первые места), и они предприняли попытку записать свой первый концептуальный альбом. Концептуализм его был не в идеологии или содержании, а в настроении. Так в конце 1990 года вышел Behaviour, неожиданно сочетавший синтезаторы, камерный оркестр и гитару в обрамлении лёгких ритмов эйсид-хауса. Альбом записывался в Западной Германии вместе с продюсером диско Харолдом Фалтермайером. Behaviour получил лестные рецензии и добрался до 2-го места в британском хит-параде (вышли также альбомные хит-синглы «So Hard» и «Being Boring»; впрочем, «Being Boring» стал первым синглом группы, не попавшим в Top10 британского чарта с 1986 года). В этот период Pet Shop Boys находятся на пике своей творческой активности: выходят один за другим синглы, развивается широкое и успешное сотрудничество с другими исполнителями (Лайза Миннелли, Electronic, Cicero). С этим шоу Pet Shop Boys отправились в масштабное мировое турне, проходившее с 11 марта по 14 июня 1991 года. В рамках гастролей группа посетила Японию, США, Канаду, Германию, Финляндию, Швецию, Данию, Чехословакию, Австрию, Хорватию, Францию, Бельгию, Ирландию, дала концерты в Великобритании. Тогда же выходит антология всех синглов группы за 6 лет, названная Discography, включавшая самый последний сингл с кавер-версией на песню U2 «Where the Streets Have No Name». Популярность Pet Shop Boys на таком крупнейшем рынке музыкальной индустрии, как США стала падать — прежде всего, благодаря взрыву популярности гранжа начала 90-х, который сместил акценты в массовом музыкальном рынке США.
В 1993 году выходит альбом Very, созданный как антипод Behaviour — благодаря его ярким танцевальным мелодиям, многие считают его шедевром «евродэнса» того времени. Пластинка имела большой успех во всём мире, а синглы «Can You Forgive Her?», «Go West», «Yesterday When I Was Mad», «Liberation» и «I Wouldn’t Normally Do This Kind of Thing» вошли в верхнюю двадцатку британского хит-парада и сопровождались новаторскими видеоклипами, получившими награды. Съёмки международного хита «Go West» частично проходили в Москве, где музыканты были запечатлены шагающими по Красной площади (в Москве Pet Shop Boys оказались по приглашению на открытие телевещания MTV в России; группа разъезжала по городу в бывшем лимузине Михаила Горбачёва).
С этого времени группа стала выпускать альбомы не так часто, но тем не менее регулярно — раз в три года (при этом коллекционные издания альбомов стали сопровождаться дополнительным диском с бисайдами к альбомным синглам и ремиксами на песни). В ноябре-декабре 1994 года группа отправилась на гастроли в Австралию и Латинскую Америку, после чего не выходила на сцену три года.

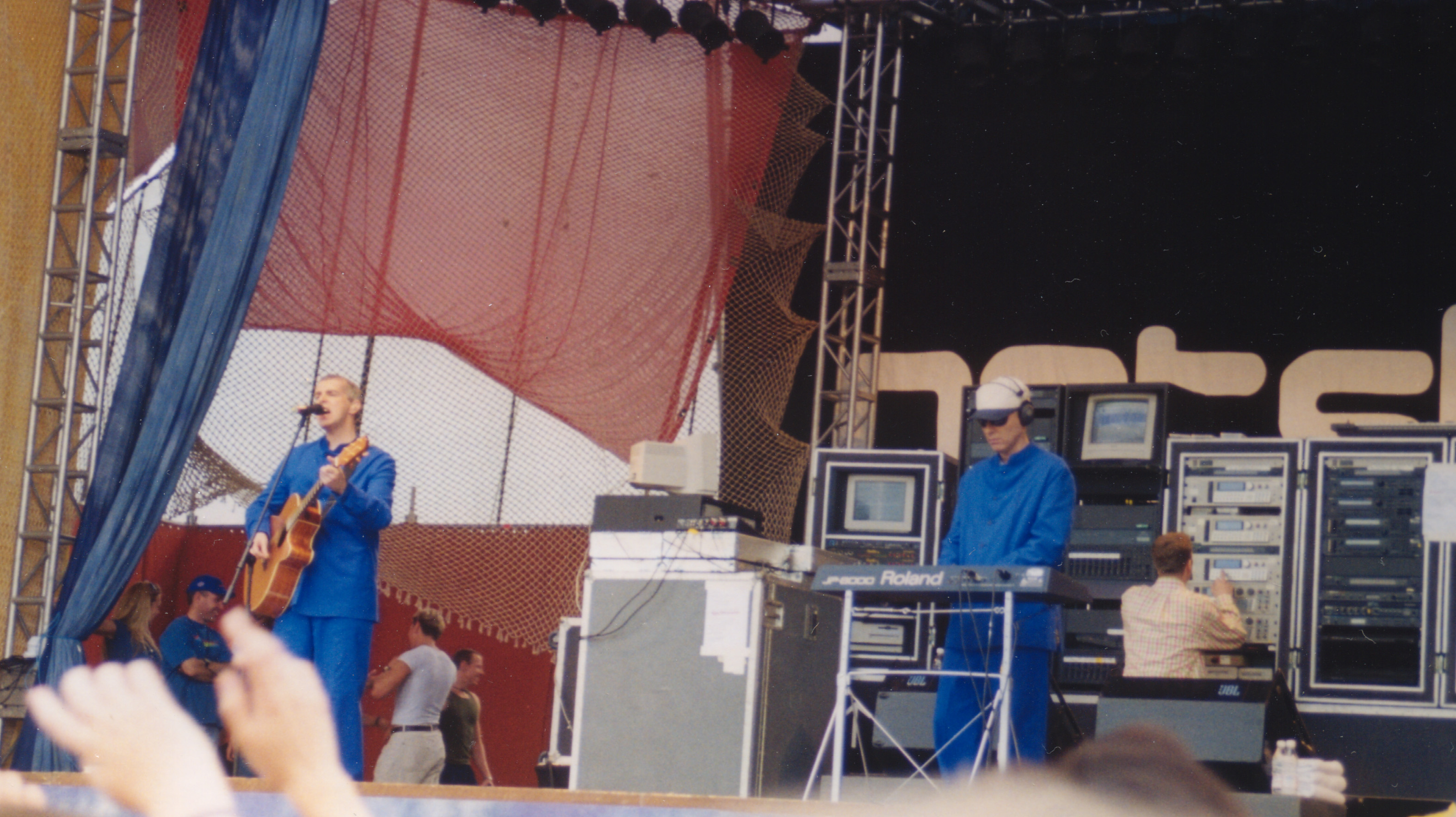
Выступление в Турку, Финляндия, 1997 год

В 1996 году вышел проникнутый латинскими ритмами Bilingual (три хит-сингла «Before», «Se A Vida E» и «A Red Letter Day»), в 1999 — «Nightlife» (синглы «New York City Boy», «I Don’t Know What You Want But I Can’t Give It Anymore» и «You Only Tell Me You Love Me When You’re Drunk») — все они пользовались стабильным успехом, хотя ничего принципиально нового для музыки Pet Shop Boys не содержали. С 5 по 21 июня 1997 года Pet Shop Boys выступали в лондонском театре Savoy, став первой поп-группой, выступившей в этом заведении. Записи с этих выступлений вошли в видеоконцерт «Somewhere». В феврале и марте 1998 года группа впервые выступила в России, дав один концерт в Москве и два в Санкт-Петербурге, также появившись в программе «Акулы пера».
С октября 1999 года по июль 2000 года группа с перерывами гастролировала по миру (США, Канада, Германия, Нидерланды, Чехия, Испания, Израиль, Греция, Япония, Эстония, Литва, Латвия, Австрия, Швеция, Норвегия, Дания, Бельгия). Это турне получило название Nightlife Tour и запись концерта с этих гастролей вышла на видеокассетах, а потом и на DVD.
В мае 2001 года состоялась премьера мюзикла «Closer to Heaven», для которого Pet Shop Boys написали музыку. Диск с мюзиклом вышел в свет в октябре 2001.

### 2002—2006
В мае 2002 года Pet Shop Boys удивили своих поклонников, выпустив электроакустический альбом Release, порвавший с типичным синти-поповым звучанием и вызывавший желание провести параллели с Behaviour (и на том и на другом на гитаре играл Джонни Марр). Символом упрощения стал видеоклип с их первого сингла «Home and Dry», в котором малоподвижной любительской камерой были засняты мыши в лондонском метро. С раскруткой альбома группа отправилась в мировое турне, проходившее с мая по август 2002 года (Release Tour или University Tour). Далее последовали ещё два сингла («I Get Along» и «London»); релиз последнего состоялся только в Германии.
В 2003 году вышла очередная пластинка из серии «Disco» — Disco 3, на котором помимо ремиксов были записаны некоторые новые композиции («Time in My Hands», «Positive Role Model» и др.). В том же году состоялся релиз сборника хитов PopArt. На нём также были две новых песни — «Miracles» и «Flamboyant». В течение 2004 года группа выступала в рамках различных фестивалей в Европе и Латинской Америке, а в 2005 году получила награду «Ivor Novello Award» за песню «West End Girls», как за лучшую композицию в период с 1985 по 1994 годы.
В сентябре 2004 года состоялся бесплатный концерт на Трафальгарской площади в Лондоне, на котором совместно с Дрезденским симфоническим оркестром «Pet Shop Boys» представили свой «саундтрек» к немому фильму 1925 года "Броненосец «Потёмкин». Затем был дан ещё один концерт — в Германии, а в 2005 году саундтрек вышел на пластинке Battleship Potemkin, которая была выпущена под собственными именами участников группы. В том же году коллектив выступил на Красной площади в Москве в рамках концертов Live 8.
2006 год Pet Shop Boys начали с ремикса на хит Мадонны «Sorry», а в мае того же года вышел девятый студийный альбом группы Fundamental, ознаменовавший возврат коллектива в прежний танцевальный формат. Группа отправилась в новое мировое турне по Европе и Америке, проходившее с перерывами с июня 2006 по ноябрь 2007 года. В конце 2006 года вышла их книга «Catalogue» — комментированная Теннантом и Лоу антология творчества коллектива, — за которой последовал первый документально-биографический фильм о карьере группы «A Life in Pop».

### 2007—2011

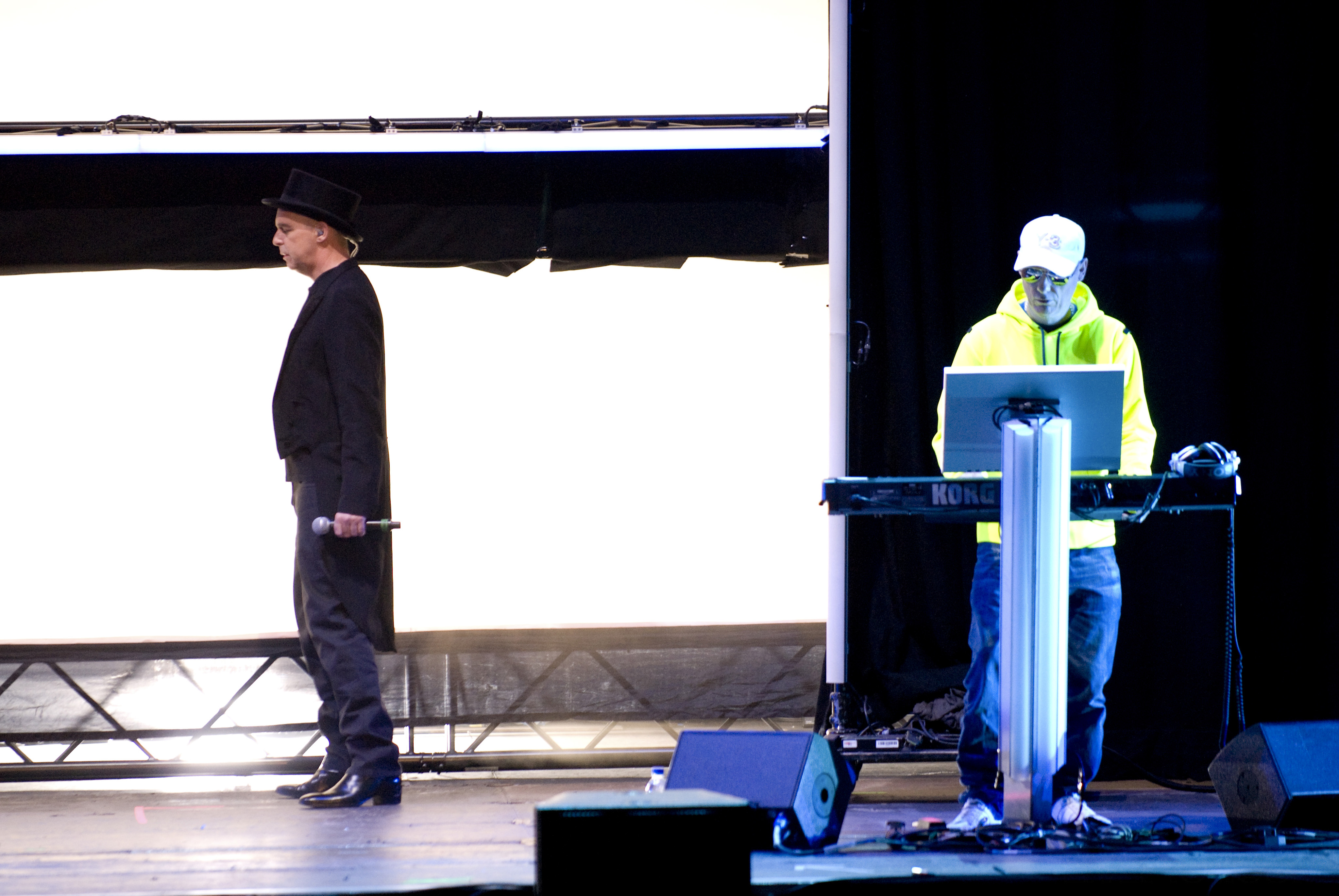
2007 год

В 2007 году вышел очередной сборник ремиксов Disco 4, на котором в основном были записаны миксы на композиции других исполнителей — Йоко Оно, «Rammstein» и др. Пластинка вызвала недовольство среди фанатов группы, так как все эти композиции выходили ранее и ничего нового, по их мнению, на Disco 4 не было. Также вышел новый сингл «Integral», однако он был доступен только для скачивания из Интернета и в виде промоиздания.
В 2008 году Теннант и Лоу приступили к написанию песен для следующего альбома. Последовали новые сотрудничества — с Сэм Тейлор-Вуд (сингл «I'm in Love with a German Film Star», который достиг высшей десятки в британском танцевальном чарте BBC) и с группой Girls Aloud (сингл «The Loving Kind» с альбома Girls Aloud Out of Control).
На церемонии награждения премией Brit Awards 18 февраля 2009 дуэт получил награду за выдающийся вклад в развитие мировой музыки (Outstanding contribution to music). На самой церемонии Pet Shop Boys исполнили мегамикс из своих самых известных песен («Suburbia», «Always On My Mind», «Go West», «It’s a Sin», «West End Girls» и др.), а также двух новых композиций — «Love Etc.» и «All Over The World». В выступлении также принимали участие Lady GaGa и Брэндон Флауэрс из «The Killers». На следующий день после награждения резко выросли продажи сборников хитов дуэта — Discography и PopArt, а сингл «West End Girls» на неделю вернулся в UK Singles Chart спустя 23 года.

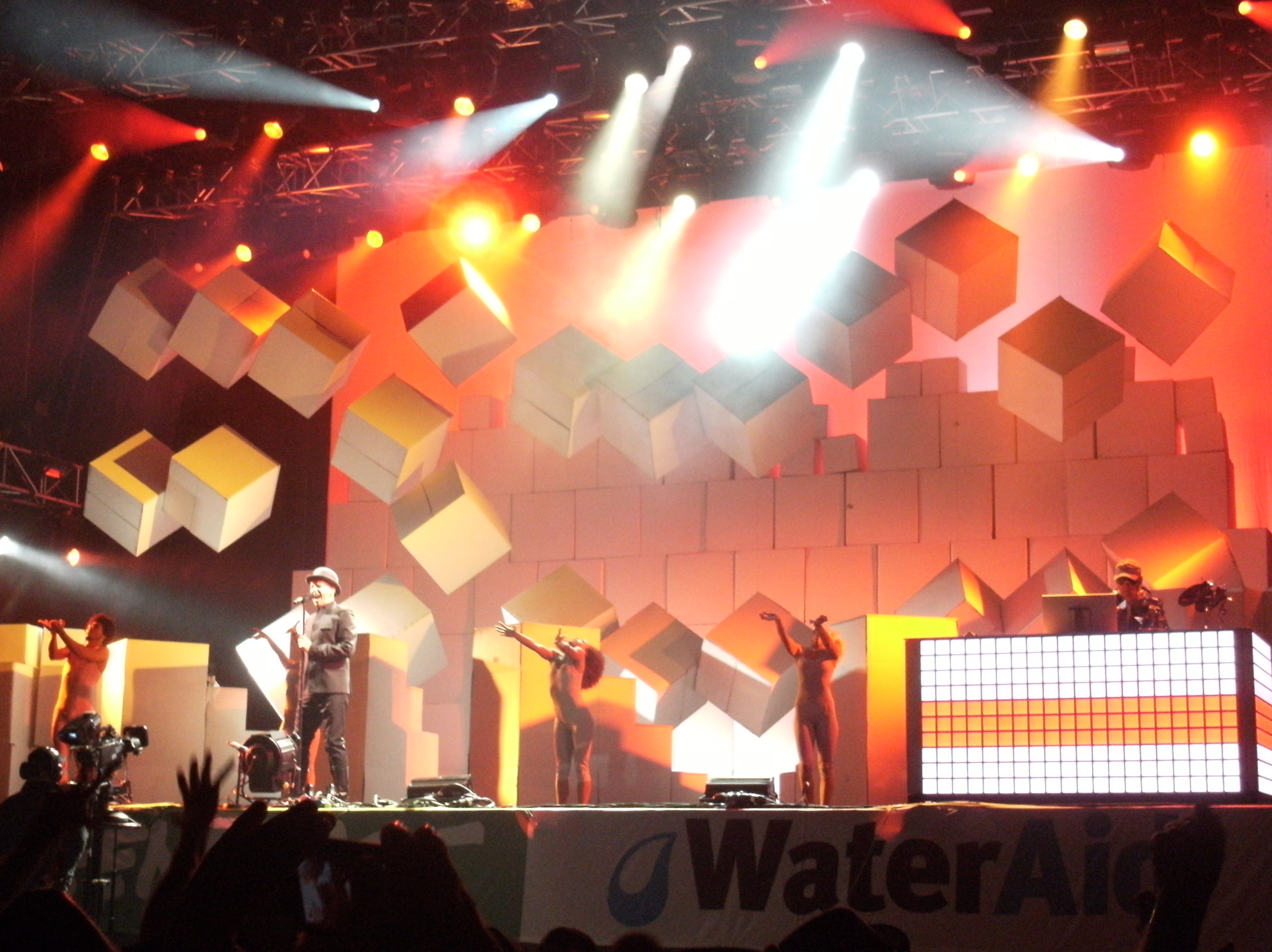
Pandemonium tour, 2010 год

23 марта 2009 года вышел десятый студийный альбом группы — Yes. В его записи принимал участие проект Xenomania. Выход альбома предварил релиз сингла «Love Etc.» (16 марта). Yes достиг 4-го места в Великобритании, а также имел успех по всей Европе. В США сингл «Love Etc.» достиг 1-го места в Billboard’s Hot Dance Club Play Chart. 31 мая вышел второй сингл — «Did You See Me Coming?», также достигший высшей позиции в этом хит-параде.
10 июня Pet Shop Boys отправились в очередной мировой тур, получивший название «Pandemonium Tour». Первые концерты были даны в Санкт-Петербурге и Москве. В 2010 году группа выступила на фестивале Гластонбери.
14 марта 2011 года вышел альбом The Most Incredible Thing. Диск был приурочен к премьере балетной постановки, к работе над музыкальным оформлением которой Нил Теннант и Крис Лоу приступили в 2008 году. Премьера состоялась в лондонском театре Sadler’s Wells 17 марта 2011 года. В основе постановки лежит одноимённое произведение Ханса Кристиана Андерсена, опубликованное в 1870 году. Саундтрек к балету музыканты записали совместно с Вроцлавским симфоническим оркестром.

### 2012—2024
2012 год ознаменовался выходом сборника би-сайдов Format, в который вошли би-сайды с синглов 1996—2009 гг. Не имея перед собой задачи создать хит или как-то закончить альбом, Нил Теннант и Крис Лоу умудрились написать для этих синглов очень добротный и изобретательный материал. Причём наибольшее впечатление производят композиции, взятые из не самого удачного карьерного периода группы — альбома Release 2002 года.
10 сентября 2012 года вышел одиннадцатый студийный альбом дуэта Elysium. Премьера первого сингла с альбома — «Winner» — прошла в начале июля. Альбом получил положительные оценки критиков, отметивших теплоту звучания и лирическую составляющую. 15 июля 2013 года вышел двенадцатый студийный альбом Electric, представляющий собой «танцевальную запись» в противовес «задумчивому настроению» предыдущего альбома. В британском чарте альбом стартовал со второго места, тем самым став самым успешным альбомом дуэта со времени выхода Very в 1993 году.

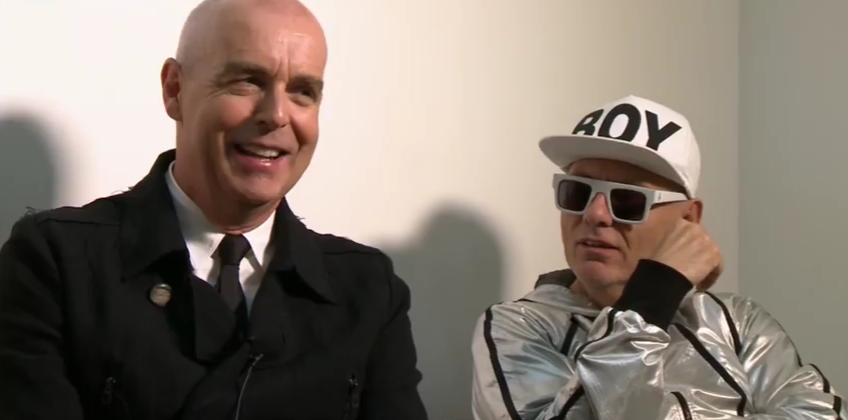
2013 год

1 апреля 2016 года группа выпустила альбом Super, с которым отправилась в мировое турне.
4 сентября 2018 на своей официальной странице в Facebook объявили о том, что их очередной студийный альбом, у которого пока нет названия, будет создаваться вплоть до конца 2018 года и выйдет во второй половине 2019-го. На тот момент материал к альбому насчитывал 21 трек. Это будет третий подряд альбом группы, выпущенный в сотрудничестве со Стюартом Прайсом. За его выпуском должен последовать концертный тур (лето 2020 года).
5 февраля 2019 года Pet Shop Boys анонсировали выход EP «Agenda», состоящего из четырёх новых песен: «Give Stupidity a Chance», «On Social Media», «What Are We Going to Do About the Rich?», «The Forgotten Child». Продюсерами выступили сами музыканты и Тим Пауэлл. Релиз состоялся 8 февраля.
В течение нескольких дней клипы к новым песням появлялись на официальном канале дуэта в YouTube. Как сообщалось, этот релиз не имеет отношения к планируемому на недалёкое будущее выходу нового студийного альбома.
29 июня 2019 Pet Shop Boys выступили вместе с The Killers на фестивале в Гластонбери: они спели Always On My Mind, а также песню The Killers «Human».
11 сентября 2019 дуэт выпустил новый сингл «Dreamland», записанный вместе с Years & Years. Этот сингл — первый из предстоящего альбома Hotspot, выход которого намечен на 24 января 2020 года. В тот же день музыканты группы анонсировали будущий тур в поддержку нового альбома — «Dreamworld: The Greatest Hits Live tour». Начало тура планируется на 28 мая 2020.
15 сентября 2019 Pet Shop Boys были хедлайнерами фестиваля Radio 2 в Гайд-парке.
14 апреля 2023 года Pet Shop Boys выпустили мини-альбом «Lost». В пластинку вошли пять песен, записанных в виде демо в Лондоне и Берлине в 2015 году для потенциального включения в альбом «Super», но не вошедшие в него.
В апреле 2024 года выпустили 14 студийный альбом Nonetheless.

### Концерты в России
В России Pet Shop Boys побывали несколько раз с концертами, при этом Теннант в 90-е гг. был частым гостем различных мероприятий в Москве и Санкт-Петербурге. В 1997 году с московским хором Pet Shop Boys записали «A Red Letter Day». Их интерес к России также проявился во множестве работ: «My October Symphony», «Go West», «London», «Numb»(?), «Bolshy» и, наконец, «Броненосец „Потёмкин“».
28 февраля 1998 года Pet Shop Boys выступили во Дворце Спорта «Лужники». Прямую трансляцию концерта вела радиостанция «Серебряный дождь».
В 1998 году Нил Теннан был вовлечен в скандал в петербургском клубе «Голливудские ночи».
2 июля 2005 года группа приняла участие в акции «Live 8», выступив на Красной площади в Москве. В ноябре 2007 года Pet Shop Boys должны были выступить в Москве в рамках своего мирового турне, но концерт был перенесён на второе декабря из-за гибели в автомобильной аварии администратора группы Дейтона Коннелла. Однако второе декабря было днём проведения выборов в Государственную Думу РФ, и поэтому концерт так и не состоялся.
В рамках своего турне в поддержку альбома Yes Pet Shop Boys выступили с концертами 10 июня 2009 года в Ледовом Дворце (Санкт-Петербург) и 11 июня 2009 года во Дворце спорта «Лужники» (Москва) в рамках тура Pandemonium.
21 июля 2012 года Pet Shop Boys в качестве хедлайнеров выступили с шоу «Pandemonium» на ежегодном летнем фестивале Пикник «Афиши», проводимом в музее-усадьбе «Коломенское».
3 и 5 июня 2013 года Pet Shop Boys выступили в Санкт-Петербурге и Москве в рамках мирового шоу Electric World Tour.
8 декабря 2016 года выступили в Москве в ВТБ Ледовый дворец в рамках мирового шоу Super.

## Сотрудничество с другими исполнителями
Pet Shop Boys также известны своей работой с другими исполнителями популярной музыки. Первые совместные проекты начались с Дасти Спрингфилд (1987, 1991) и Лайзы Миннелли (1989; музыканты целиком написали и записали для неё альбом «Results»). В 1988 году пишут композицию «I’m Not Scared» для британской поп-группы Eighth Wonder, участницей которой в 1989—92 гг. была Пэтси Кенсит. Pet Shop Boys принимали участие в проекте Electronic, образованном Бернардом Самнером из New Order и Джонни Марром из The Smiths. В 1990-е гг. Pet Shop Boys стали делать ремиксы на композиции чужих исполнителей. Первым был такой ремикс на сингл группы Blur «Boys and Girls» (1994), затем последовали ремиксы для Дэвида Боуи («Hallo Spaceboy»), Йоко Оно («Walking on the Thin Ice»), Atomizer («Hooked on Radiation»), Rammstein («Mein Teil»), Мадонны («Sorry»), The Killers («Read My Mind»), MGMT («Kids»), Lady Gaga («Eh Eh Nothing Else I Can Say»). В сборник Disco 4 (2007) вошло большинство таких ремиксов, в том числе, неизданные ранее и созданные Pet Shop Boys на собственные синглы. В 1998 году участвовали в записи песни Робби Уильямса «No Regrets» (в песне голос Нила Теннанта слышен на бэк-вокале). В 2006 году с ним же участники дуэта записали сингл «She's Madonna» для альбома Rudebox. В 2012 году группа записала песню «Listening» для сольного альбома Мортена Харкета.

## Эстетика

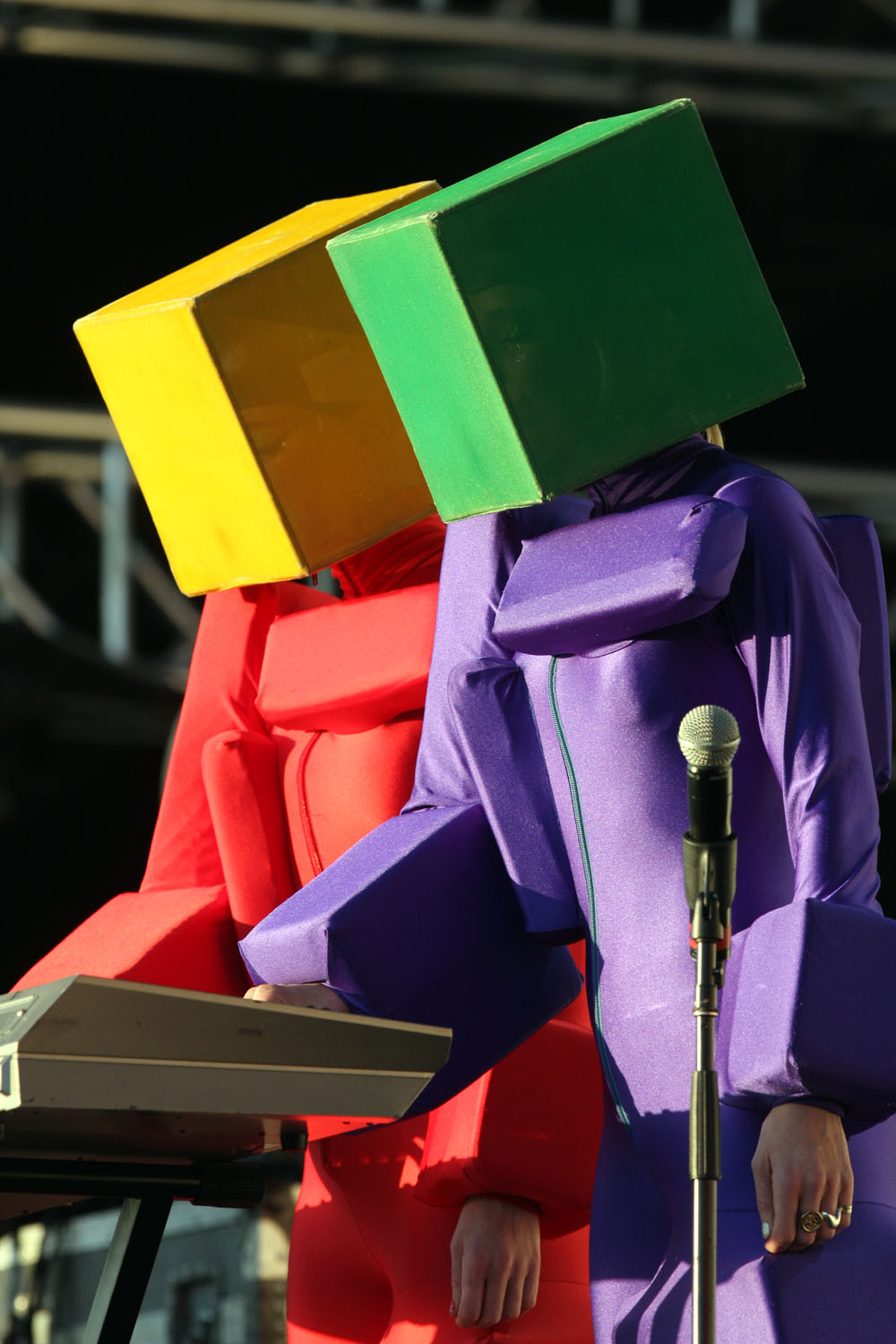

У Pet Shop Boys выстроен яркий характерный имидж, который группа продолжает культивировать уже более 30 лет. Несмотря на то, что тексты их песен традиционно повествуют о человеческих любви и ненависти, творчество группы часто именуют «интеллектуальной танцевальной музыкой» — благодаря парадоксальным поворотам сюжетов песен, неожиданным включением элементов из разных областей культуры.
«Я старался привнести в тексты песен элементы за рамками нормальных поп-клише, — говорит Нил Теннант. — В этом, кстати, проявляется английскость, так как я стараюсь использовать слова или фразы, которые слишком излишни для употребления. Но у меня же также есть склонность использовать в качестве зацепки песни английские клише: „I wouldn’t do this kind of thing“, „What have I done to deserve this?“, создавая из таких разговорных фраз зацепки танцевальных пластинок. В какой-то степени в этом диалектика, соединение двух противоположностей… Что мы в Pet Shop Boys всегда пытались привнести, это темы из мира вне поп-музыки, такие темы, которые обычно в ней не присутствуют. Как The Beatles сделали в случае с „Eleanor Rigby“, „Yellow Submarine“… таких тем раньше никогда в поп-музыке не существовало.»
Названия композиций коллектива тяготеют к двум противоположным полюсам: это либо краткие минимальные названия («Rent», «Before», «Minimal»), либо наоборот длинные названия-предложения («You only tell me you love me when you’re drunk», «This must be the place I waited years to leave», «I don’t know what you want but I can’t give it anymore»; при этом часты названия, заданные в качестве вопросов), оттого, вопреки практике музыкальной индустрии, в названиях песен группы с заглавной буквы пишется лишь первое слово.
Все альбомы имеют однословное название, при этом Pet Shop Boys также любят буквальные, вызывающие иронию наименования — например, сборники видеоклипов «Various», «Promotion» или альбомы «Please» (покупатели в магазине, вероятно, спрашивали: «Покажите мне альбом Pet Shop Boys, пожалуйста»), аналогично «Release», «PopArt» (каждый из двух дисков называется «Pop» и «Art», условно разделяя творчество Pet Shop Boys на развлекательную эстраду и искусство) и др. Почти все пластинки Pet Shop Boys оформляются Марком Фарроу, когда-то работавшим для Factory Records.
Видеоклипам коллектив уделяет особое внимание. С 1987 года началось их сотрудничество с Дереком Джарменом, продолжавшееся до самой смерти режиссёра. Новаторские клипы с альбома «Very» были отмечены наградами. В клипах этого альбома использовалась передовая компьютерная графика, а Теннант и Лоу были одеты в необычные костюмы — начиная от сине-жёлтых касок и шинелей в клипе «Go West» и кончая колпаками высотой в метр в клипе «Can You Forgive Her?»

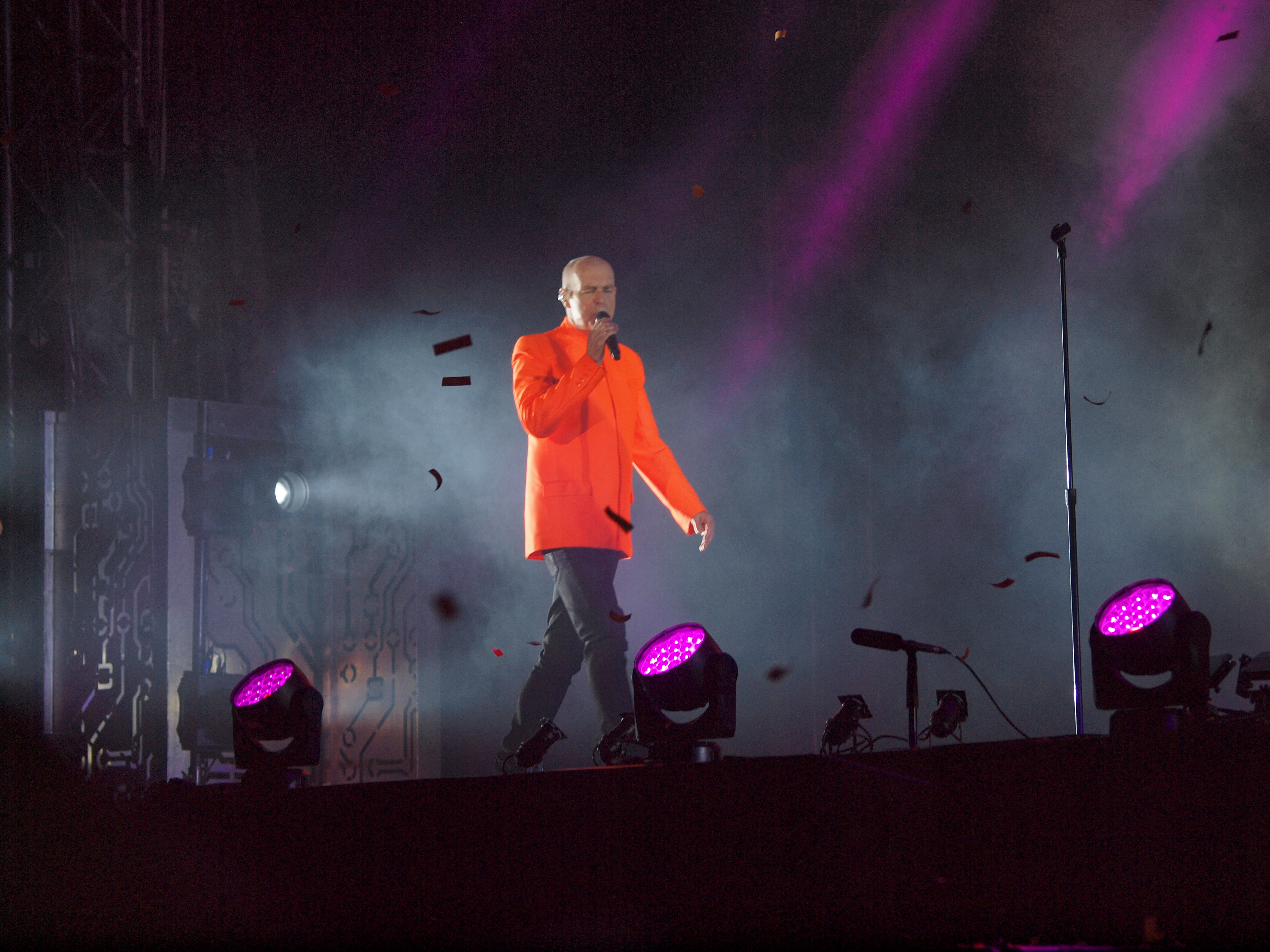
Pori Jazz, 2014 год

В своей жизни Pet Shop Boys также большое внимание уделяют моде, которая отражается не только на повседневной одежде музыкантов, но и является неотъемлемой частью их сценического имиджа, — неслучайно они написали песню к сериалу о моде «Absolutely Fabulous». В коллективе роль денди, как правило, играет Теннант, в то время как Лоу культивирует полуспортивный стиль — бейсболки и кроссовки и проецирует на себя отстранённый образ, усилить который ему также помогают модные солнцезащитные очки, почти не снимаемые им с начала 90-х гг.
Нил Теннант, который не подтверждал и не опровергал слухи о своей гомосексуальности в восьмидесятых, совершил каминг-аут в 1994 году в интервью гей-журналу Attitude. Дуэт часто ошибочно считался парой (Теннант вспоминал, что так думал даже их менеджер Том Уоткинс).
Pet Shop Boys считаются важными фигурами в гей-культуре благодаря песням It's A Sin (клип на эту песню снят режиссёром-геем Дереком Джарменом), и кавером на песню Village People Go West. Кроме того, у них есть, по крайней мере, две песни про каминг-аут (Was It Worth It? и Metamorphosis) и песня о парне, который провёл ночь со своим кумиром-рэпером, (образ которого основан, предположительно, на образе Эминема) — The Night I Fell In Love. Однако Нил Теннант заявлял, что его тексты касаются не только геев. Многие тексты группы написаны с неоднозначной точки зрения, а многие фанаты группы — гетеросексуальны.
Pet Shop Boys работали и выступали со многими гей-иконами, такими, как Дасти Спрингфилд, Дэвид Боуи, Bronski Beat, Erasure, Элтон Джон, The Village People, Бой Джордж, Кайли Миноуг, Мадонна, Рики Мартин, Джордж Майкл, Пит Бёрнс и Леди Гага.

## Политические взгляды
18 мая 2022 года группа Pet Shop Boys опубликовала в соцсетях заявление об отношении к войне России с Украиной: «…Мы с нетерпением ждём того дня, когда фашизм в России падёт, преступные политики предстанут перед судом, правда будет рассказана, соседние страны не будут подвергаться угрозам или вторжению, и родится новая Россия.» 19 сентября группа заявила, что восхищается мужеством Аллы Пугачёвой — «легендарной российской суперзвезды». Накануне Пугачёва призвала Минюст признать её иностранным агентом и высказалась отрицательно о нападении на Украину (так она отреагировала на признание иностранным агентом её мужа Максима Галкина). 
Pet Shop Boys неоднократно высказывались в поддержку антивоенных и демократических сил России, выступали в поддержку политика и политзаключённого Алексея Горинова, поддержали «Мемориал» в день его ликвидации российским судом.
11 февраля 2023 года Pet Shop Boys выпустила песню «Living In The Past» про Владимира Путина, в тексте песни, от лица Путина говорится, что он хочет, чтобы его боялись так же, как боялись Сталина: «Как и он, я выиграю. Меня не затмят. Я хочу, чтобы люди умирали с моим именем на устах».
20 февраля 2025 года Pet Shop Boys выпустила песню «Hymn» («Гимн») посвящённую памяти российского политика Алексея Навального. В песне, исполняемой на мотив российского гимна, Pet Shop Boys желают, чтобы Россия стала свободной «от своего прошлого, настоящего и мрачной жестокости», «от лжи своих лидеров и самодержавия», а также «от яда Путина».

## Награды
- «BPI Awards» (1987) — лучший сингл («West End Girls»).
- «Ivor Novello Awards» (1987) — лучший международный хит («West End Girls»).
- «Ivor Novello Awards» (1987) — лучший международный хит («It's A Sin»).
- «Houston Film Festival Awards» (США) (1988) — лучший док. фильм («It Couldn’t Happen Here»).
- «Berolina Awards» (1988) — группа года.
- «BPI Awards» (1988) — группа года.
- «Music Week’s Awards» (1991) — лучший видеоклип 1990 г. («Being Boring»).
- «East Award» (1994) — лучший международный сингл («Go West»)
- «Siggraph Wave Awards» (1994) — лучший видеоклип («Liberation»).
- «Effects & Animation Festival Awards» (1994) — лучший видеоклип («Liberation»).
- «Viva Comet Awards» (Германия) (1999) — лучший видеоклип («I Don’t Know What You Want But I Can’t Give It Anymore»).
- «El Pais De Las Tentaciones» (Испания) (1999) — лучшая группа.
- «RSH Gold Awards» (Германия) (2000) — лучшая группа.
- «Ivor Novello Awards» (2000) — вклад в британскую музыку.
- «A-Ward» (2003) — за вклад в поп-музыку.
- «World Award» (2003) — за вклад в мировую музыку.
- «Q Award» (2004) — за вклад в музыку.
- «Ivor Novello Awards» (2005) — лучшая песня периода 1986—1994 гг. («West End Girls»).
- «Brit Awards» (2009) — награда в категории «За вклад в развитие музыки».
- «NME Godlike Genius Award» (2017) — «Богоподобные гении».

## Достижения
- Pet Shop Boys занесены в Книгу рекордов Гиннесса 2008, как музыкальные исполнители, имеющие наибольшее количество синглов, попавших в ТОР40 британского хит-парада.
- Их кавер-версия на песню Элвиса Пресли «Always on My Mind» занимает первую строчку в списке лучших каверов за всю историю по версии газеты «The Daily Telegraph».
- По версии журнала «Q», пятый студийный альбом группы — Very — занимает 91-е место в списке лучших британских альбомов за всю историю.
- Болельщики некоторых футбольных и хоккейных команд, в частности, «Арсенала», иногда во время матчей распевают под версию песни Pet Shop Boys «Go West» слова собственного сочинения. Мотив «Go West» используется многими футбольными болельщиками и фанатами, в частности московского Локомотива, дортмундской Боруссии, сборной Польши, санкт-петербургского футбольного клуба Зенит.
- Pet Shop Boys занимают семнадцатую строчку в списке самых успешных музыкальных исполнителей за всю историю американского танцевального чарта Hot Dance Club Play по количеству песен, занявших в этом чарте первое место (у Pet Shop Boys их 10).

## Дискография
Указаны только студийные альбомы, вышедшие под именем Pet Shop Boys; более подробная дискография представлена в основной статье.
| Год  | Название      |
| ---- | ------------- |
| 1986 | Please        |
| 1987 | Actually      |
| 1988 | Introspective |
| 1990 | Behaviour     |
| 1993 | Very          |
| 1996 | Bilingual     |
| 1999 | Nightlife     |
| 2002 | Release       |
| 2006 | Fundamental   |
| 2009 | Yes           |
| 2012 | Elysium       |
| 2013 | Electric      |
| 2016 | Super         |
| 2020 | Hotspot       |
| 2024 | Nonetheless   |

## Фильмография
Указаны только основные издания; более подробная фильмография представлена в основной статье.
| Год  | Название                | Примечания                                         |
| ---- | ----------------------- | -------------------------------------------------- |
| 1988 | It Couldn't Happen Here | Художественно-музыкальный фильм                    |
| 1991 | Videography             | Собрание видеоклипов 1985—1991 гг.                 |
| 1992 | Performance '91         | Записи с турне «Performance» 1991 г.               |
| 1995 | Discovery               | Запись концерта в Рио-де-Жанейро 1995 г.           |
| 1997 | Somewhere               | Запись концерта в театре Савой в июне 1997 г.      |
| 2001 | Montage                 | Записи с концертов турне «Nightlife» 1999—2000 гг. |
| 2003 | PopArt                  | Сборник видео 1985—2002                            |
| 2006 | A Life In Pop           | Документально-биографический фильм                 |
| 2007 | Cubism                  | Запись c мирового турне «Fundamental Tour»         |
| 2010 | Pandemonium             | Запись c мирового турне «Pandemonium Tour»         |